# Walter De Boni
Walter De Boni (Vicenza, 18 settembre 1920 – Vicenza, 24 gennaio 1999) è stato un calciatore italiano, di ruolo terzino sinistro.

## Carriera
Giocò in Serie A con Bari e Vicenza.

## Palmarès

### Club

#### Competizioni nazionali
- Serie B: 1

Bari: 1941-1942